# تپه سون قصاو
تپه سون قصاو مربوط به هزاره اول قبل از میلاد - دوره اشکانیان است و در شهرستان کوهدشت، بخش طرهان، ۱/۱ کیلومتری جنوب شرق شهر گراب واقع شده و این اثر در تاریخ ۲۲ اسفند ۱۳۸۵ با شمارهٔ ثبت ۱۸۱۹۹ به‌عنوان یکی از آثار ملی ایران به ثبت رسیده است.